# Qwinto
Qwinto ist ein Würfelspiel mit drei Würfeln von Uwe Rapp und Bernhard Lach, das 2015 im Nürnberger-Spielkarten-Verlag erschienen ist und zu den Internationalen Spieltage SPIEL '15 vorgestellt wurde. Wie andere Spiele des Verlages, etwa die von Steffen Benndorf entwickelten Spiele Qwixx und twenty one, kombiniert das Spiel in der Wertung die Würfelfarbe mit der Augenzahl. Es ist allein und mit bis vier Spielern spielbar, wobei für ein Spiel etwa 20 Minuten Spielzeit angesetzt werden. Das empfohlene Mindestalter der Spieler beträgt acht Jahre.
2016 wurde Qwinto auf die Empfehlungsliste zum Spiel des Jahres 2016 aufgenommen. Zur Nürnberger Spielwarenmesse 2017 erschien mit Qwinto: Das Kartenspiel eine Umsetzung des Spiels als Kartenspiel.

## Spielprinzip
Das Spielmaterial von Qwinto besteht aus einem Spielblock aus gleichartigen Wertungszetteln und drei Würfeln, wobei je ein Würfel rot, gelb und violett ist. Dabei sind auf dem Wertungszettel jeweils drei waagerechte Reihen in den Spielfarben rot, gelb und violett mit jeweils neun Feldern und einer Lücke abgebildet. Zusätzlich sind die Felder so angeordnet, dass jeweils zwei oder drei Felder senkrechte Spalten bilden. In den fünf Dreierspalten gibt es zudem jeweils ein fünfeckiges Bonusfeld.
Unterhalb der drei Reihen befindet sich eine Reihe für vier Fehlwürfe und eine abgesetzte Reihe für die Wertung. Ziel des Spiels ist es, zum Spielende die meisten Punkte zu erreichen.

### Spielablauf
Zu Beginn des Spiels bekommt jeder Spieler einen Wertungszettel und einen Stift, um die Würfelergebnisse zu notieren. Im Spiel müssen die einzelnen Reihen von links nach rechts so abgearbeitet werden, dass die eingetragenen Werte immer höher werden und zugleich nie gleiche Werte in einer Spalte stehen. Das Spiel endet, sobald ein Spieler zwei Reihen vollständig ausgefüllt oder vier Fehlwürfe gewürfelt hat.
Der Startspieler wird ausgelost, die Spieler würfeln reihum. Der jeweils aktive Spieler darf sich aussuchen, ob er mit einem, zwei oder allen drei farbigen Würfeln würfelt. Nach dem Wurf kann er sich dann entscheiden, nochmal mit allen gewählten Würfeln zu würfeln oder den Wurf zu werten. Das Ergebnis kann dann von allen Mitspielern jeweils an eine beliebige Stelle in eine Reihe eingetragen werden, die einem der Würfelfarben entspricht. Beim Eintragen müssen zwei Grundregeln beachtet werden:
- Innerhalb einer Farbreihe müssen die Werte von links nach rechts aufsteigend sein, Dopplungen sind nicht erlaubt. Die Lücken zwischen den einzelnen Werten dürfen beliebig groß sein.
- Innerhalb einer Spalte dürfen niemals Werte doppelt eingetragen werden.

In den Dreierspalten gibt es jeweils ein fünfeckiges Feld, das Bonusfeld. Wenn bei der Endwertung eine Dreierspalte vollständig ist, wird der im Bonusfeld stehende Wert in die Wertung einbezogen. Kann der aktive Spieler den Würfelwert nicht eintragen, muss er den Wurf als Fehlwurf vermerken und in der Zeile entsprechend ein Feld ankreuzen.

### Spielende und Wertung
Das Spiel endet, sobald ein Spieler seine zweite Farbreihe komplett gefüllt hat, oder, wenn ein Spieler seinen vierten Fehlwurf ankreuzen musste. Danach kommt es zur Wertung, die jeder Spieler für sich vornimmt:
- Für jede vollständige Farbreihe bekommt der Spieler die Zahl, die ganz am Ende der Reihe steht als Punkte notiert.
- Für jede unvollständige Farbreihe wird die Anzahl der eingetragenen Zahlen als Punkte notiert.
- Für jede vollständige Spalte wird der Wert, der im Bonusfeld steht, als Punkte notiert
- Für jeden Fehlwurf werden fünf Negativpunkte notiert.

Am Ende werden alle Punkte addiert und die Negativpunkte abgezogen. Gewinner ist der Spieler mit dem höchsten Punktewert nach der Wertung.

### Qwinto: Das Kartenspiel
Das Qwinto: Das Kartenspiel wird prinzipiell nach den gleichen Regeln und dem gleichen Wertungsblock gespielt wie das Würfelspiel, anstelle der Würfel wird hier jedoch ein Kartensatz von 32 Spielkarten zu Ermittlung der Werte verwendet. Zu Beginn des Spiels werden die Karten gemischt und jeder Spieler erhält zu seinem Wertungsblatt drei Karten, die er auf die Hand nimmt. In die Tischmitte kommen die restlichen Karten als verdeckter Stapel und daneben vier Karten als offene 2×2-Auslage.
Die Spieler spielen reihum und verdecken jeweils eine der Karten der offenen Auslage mit einer beliebigen eigenen Karte. Hat ein Spieler zwei Karten mit demselben Kartenwert, kann er benachbart zu seiner ausgelegten Karte auch die zweite Karte mit dem Wert ablegen. Die abgelegte Karte und die beiden horizontal und vertikal benachbarten Karten bilden das Ergebnis der Runde, indem sie addiert werden; wurden zwei Karten gelegt, werden die der letzten gelegten Karte benachbarten Karten gewertet. Der Spieler sagt die Summe und die beteiligten Farben an, wobei grau grundsätzlich nicht genannt wird. Nun dürfen alle Spieler wie beim Würfelspiel die angesagte Zahl in einer Farbreihe mit einer beteiligten Farbe eintragen.
Kann der aktive Spieler den Wert nicht eintragen, gilt dies auch hier als Fehlwurf und er muss diesen in der entsprechenden Reihe markieren. Dies ist auch der Fall, wenn der Spieler eine graue Karte abgelegt hat und die beiden benachbarten Karten ebenfalls grau sind; damit ist keine Farbe beteiligt, die gewertet werden kann. Am Ende des Zuges zieht der Spieler so viele Karten nach, bis er wieder drei Karten auf der Hand hat. Wenn der Zugstapel leer ist, werden alle ausliegenden Karten mit Ausnahme der sichtbaren gemischt und als neuer Zugstapel bereit gelegt.
Das Spiel endet auch hier, sobald ein Spieler seine zweite Farbreihe komplett gefüllt hat, oder, wenn ein Spieler seinen vierten Fehlwurf ankreuzen musste. Gewinner ist der Spieler mit dem höchsten Punktewert nach der Wertung.

### Qwinto: Das Kartenspielals Solo-Variante
In den Regeln für Qwinto: Das Kartenspiel wird auch eine Option für eine Solo-Variante beschrieben. Dabei gelten alle Regeln des Mehr-Personen-Spiels. Das Spiel endet allerdings zusätzlich zu den beschriebenen Fällen dann, wenn der Zugstapel aufgebraucht ist und der Spieler alle Handkarten ausgespielt hat.

## Entwicklung und Rezeption
Das Spiel Qwinto wurde von Uwe Rapp und Bernhard Lach entwickelt und 2015 im Nürnberger-Spielkarten-Verlag (NSV) veröffentlicht, es erschien zu den Internationalen Spieltage SPIEL '15 im Oktober 2015. Der Nürnberger-Spielkarten-Verlag veröffentlichte das Spiel in einer deutschen Version, im gleichen Jahr erschien es in einer niederländischen Version bei White Goblin Games. Im Jahr 2017 erschien das Spiel in einer japanischen Version bei Arclight Games sowie in einer französischen Version bei Gigamic. 
2016 wurde Qwinto auf die Empfehlungsliste zum Spiel des Jahres 2016 aufgenommen. 
Qwinto: Das Kartenspiel wurde zur Nürnberger Spielwarenmesse 2017 veröffentlicht, auch hier erschien eine niederländische Version bei White Goblin Games.

## Belege
1. 1 2 3 4 5 6 7  Spielregeln für Qwinto; abgerufen am 28. Mai 2017.
2. 1 2 3 4 5  Offizielle Spielregeln für Qwinto: Das Kartenspiel; abgerufen am 28. Mai 2017.
3. ↑  Versionen von Qwinto in der Spieledatenbank BoardGameGeek; abgerufen am 28. Mai 2017.
4. ↑  Qwinto (Japanese Ver.). Abgerufen am 15. November 2017 (englisch).
5. ↑  Qwinto (French edition) | Board Game Version | BoardGameGeek. Abgerufen am 15. November 2017.
6. ↑  Versionen von Qwinto: Das Kartenspiel in der Spieledatenbank BoardGameGeek; abgerufen am 28. Mai 2017.